# Exit Eden
Az Exit Eden három női tagból álló szimfonikus metal-együttes, amely 2017 óta aktív. Eleinte feldolgozásokat adtak ki, második albumuk (2024) óta azonban saját dalaik is megjelennek.
Az együttes az Egyesült Államok-beli Michiganben található Flushing-ben alakult, ahonnét az egyik tag, Amanda Somerville származik. Rajta kívül további három énekesnő tagja az együttesnek: a brazil Marina La Torraca (a Phantom Elite énekesnője), a francia Clémentine Delauney (a Visions of Atlantis énekesnője), valamint a német-amerikai Anna Brunner (a League of Distortion énekesnője). Somerville 2023-ban kilépett az együttesből, amely trióként működik tovább.
Első albumuk, a Rhapsodies in Black 2017-ben jelent meg, neves dalok feldolgozásait tartalmazva. A lemezen számos ismert előadó, producer és hangmérnők segédkezett a metal háza tájáról, mint pl. Simone Simons, vagy Sascha Paeth, az Avantasia, az Edguy és a Kamelot gitárosa.
Az Exit Eden második nagylemeze 2024-ben látott napvilágot, immáron számos saját dalt tartalmazva.

## Tagok
- Anna Brunner – ének (2017–)
- Clémentine Delauney – ének (2017–)
- Marina La Torraca ének (2017–)

### Korábbi tagok
- Amanda Somerville – ének (2017–2023)

## Diszkográfia

### Stúdióalbumok
- Rhapsodies in Black (2017)
- Femmes Fatales (2024)